# 莫尔维尔
莫尔维尔（法語：Maureville，法語發音：[mɔʁvil]）是法国上加龙省的一个市镇，属于图卢兹区。

## 地理
莫尔维尔（43°31'26"N, 1°42'5"E）面积9.9 平方千米，位于法国奧克西塔尼大區上加龙省，该省份为法国西南部内陆省份，西南端与西班牙接壤，自此顺时针与上比利牛斯省、热尔省、塔恩-加龙省、塔恩省、奥德省和阿列日省接壤。
与莫尔维尔接壤的市镇（或旧市镇、城区）包括：欧兰、卡拉古德、卡拉芒、塔拉贝勒。

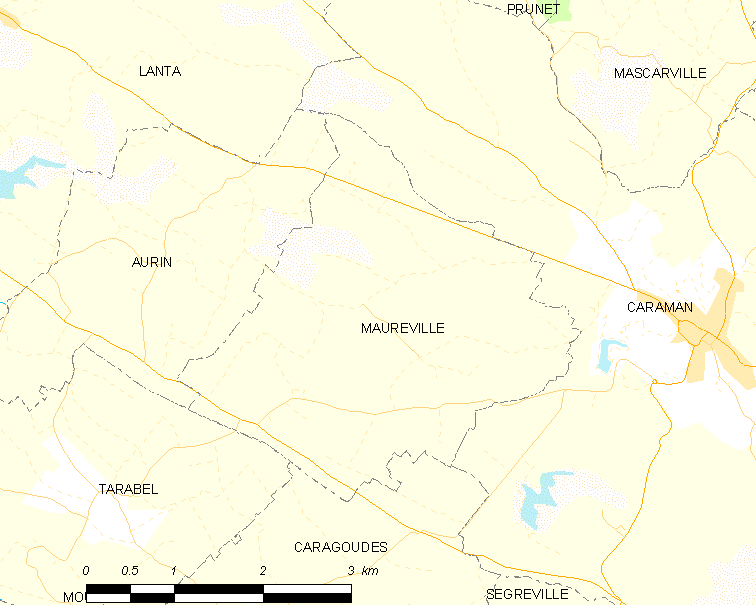
莫尔维尔的OSM定位图

莫尔维尔的时区为UTC+01:00、UTC+02:00（夏令时）。

## 行政
莫尔维尔的邮政编码为31460，INSEE市镇编码为31331。

## 政治
莫尔维尔所属的省级选区为勒韦勒县。

## 人口

1962-2008年间莫尔维尔人口变化图示

莫尔维尔于2022年1月1日时的人口数量为295人。